# Volby do České národní rady 1971
Volby do České národní rady 1971 proběhly 26. a 27. listopadu 1971.

## Volební výsledky
| Subjekt                        | Počet hlasů | Odevzdané v % | Platných hlasů | Platné v % | PM  |
| ------------------------------ | ----------- | ------------- | -------------- | ---------- | --- |
| Národní fronta Čechů a Slováků | 7 207 961   | 99,4 %        |                | 99,78 %    | 200 |

Ve volbách mohlo volit celkem 7 250 648 oprávněných voličů. 

## Mandáty
Z 200 členů (poslanců) ČNR bylo:
- 150 mužů
- 50 žen

podle profese:
- 75 dělníků
- 19 zemědělců
- 58 příslušníků inteligence
- 48 vykonávající politické a veřejné funkce jako své povolání

podle let:
- 28 do 35 let

podle stranické příslušnosti:
- 129 členů KSČ
- 15 členů ČSS
- 15 členů ČSL
- 41 bez stranické příslušnosti